# Exo
EXO (tiếng Hàn Quốc: 엑소; tất cả viết in hoa cách điệu) là một nhóm nhạc nam Hàn Quốc – Trung Quốc do công ty giải trí SM Entertainment thành lập tại Seoul vào năm 2011 và bắt đầu quản lý vào năm 2012. Nhóm hiện có chín thành viên, bao gồm Xiumin, Suho, Baekhyun, Chen, Chanyeol, Lay, D.O., Kai và Sehun. Âm nhạc của họ được phát hành và biểu diễn bằng cả tiếng Hàn, tiếng Quan thoại và tiếng Nhật, chủ yếu kết hợp các thể loại nhạc dance pop, hip-hop, R&B, nhạc dance điện tử cũng như house và trap. Nhóm được xếp là một trong những người nổi tiếng có sức ảnh hưởng lớn nhất trong danh sách người nổi tiếng quyền lực nhất Hàn Quốc của Forbes từ năm 2014 đến năm 2018.
Ban đầu, EXO ra mắt với 12 thành viên được chia thành hai nhóm nhỏ: EXO-K (Suho, Baekhyun, Chanyeol, D.O., Kai và Sehun) và EXO-M (Xiumin, Chen, Lay và các cựu thành viên Kris, Luhan và Tao). Kris, Luhan và Tao rời nhóm sau các cuộc tranh chấp pháp lý vào năm 2014 và 2015. Năm 2022, Lay rời công ty sau khi kết thúc hợp đồng với SM Entertainment và đã kí với SM với tư cách là đối tác. EXO-K và EXO-M lần lượt biểu diễn âm nhạc của mình bằng tiếng Hàn và tiếng Quan thoại trước khi phát hành EP thứ ba Overdose vào năm 2014. Kể từ năm 2015, EXO đã chính thức biểu diễn với tư cách một nhóm nhạc hoàn chỉnh trong khi tiếp tục phát hành và biểu diễn âm nhạc bằng nhiều ngôn ngữ. Các thành viên Chen, Baekhyun và Xiumin ra mắt với tư cách là thành viên của nhóm nhỏ EXO-CBX vào năm 2016, còn các thành viên Sehun và Chanyeol bắt đầu quảng bá với tư cách thành viên của nhóm nhỏ EXO-SC vào năm 2019.
Album đầu tiên của EXO, XOXO (2013), được phát hành cùng với đĩa đơn "Growl", là một thành công về mặt thương mại; nó đã bán được hơn một triệu bản, đưa EXO trở thành nghệ sĩ Hàn Quốc đầu tiên làm được điều này sau 12 năm. Các sản phẩm âm nhạc sau này của họ cũng đạt doanh thu cao ngất ngưởng, mỗi album phòng thu tiếng Hàn của họ bán được hơn một triệu bản. Album thứ sáu của EXO, Don't Mess Up My Tempo (2018), đã trở thành album của nhóm có thứ hạng cao nhất trên Billboard 200 của Mỹ, ra mắt ở vị trí thứ 23, và là album bán chạy nhất của họ tại Hàn Quốc, nơi nó đã bán được hơn 1,9 triệu bản. Hai album gần nhất của EXO, Obsession (2019) và Exist (2023), cũng nhận được những lời khen từ khán giả và giới chuyên môn.
EXO đã giành được nhiều giải thưởng trong suốt sự nghiệp của họ, bao gồm 5 giải Album của năm liên tiếp tại Mnet Asian Music Awards và 2 giải Nghệ sĩ của năm liên tiếp tại Melon Music Awards, đồng thời đã tổ chức hơn 100 buổi hòa nhạc và 4 chuyến lưu diễn. Ngoài âm nhạc, các thành viên của nhóm có các hợp đồng quảng cáo cho các thương hiệu như Nature Republic và Samsung và tham gia vào các hoạt động từ thiện như Smile For U, một dự án đang được thực hiện của SM Entertainment và UNICEF bắt đầu vào năm 2015.

## Hoàn cảnh ra đời
Năm 2008, CEO của SM Entertainment là Lee Soo-man tiết lộ về kế hoạch cho ra mắt nhóm nhạc nam mới được chia thành hai nhóm nhỏ, quảng bá âm nhạc đồng thời ở cả Hàn Quốc và Trung Quốc với việc trình diễn các bài hát bằng cả tiếng Hàn và tiếng Quan thoại. Sau một vài lần thay đổi nhân sự vào tháng 10 năm 2010, nhóm cuối cùng đã chọn tên EXO được đặt theo từ tiếng Anh "exoplanet" (có nghĩa là ngôi sao ngoài Thái Dương hệ). Tin tức về sự ra mắt của một nhóm mới từ SM Entertainment đã thu hút sự chú ý của giới truyền thông Hàn Quốc và quốc tế, nhiều người đã đem EXO so sánh với nhóm nhạc nam TVXQ trước đó của SM. Bên cạnh đó còn có tin đồn cho biết EXO sẽ cạnh tranh với một nhóm nhạc nữ mới đến từ công ty đối thủ YG Entertainment; tuy nhiên, tin đồn trên đã không trở thành sự thật.

## Lịch sử hoạt động

### 2006–2012: Hình thành và những năm đầu

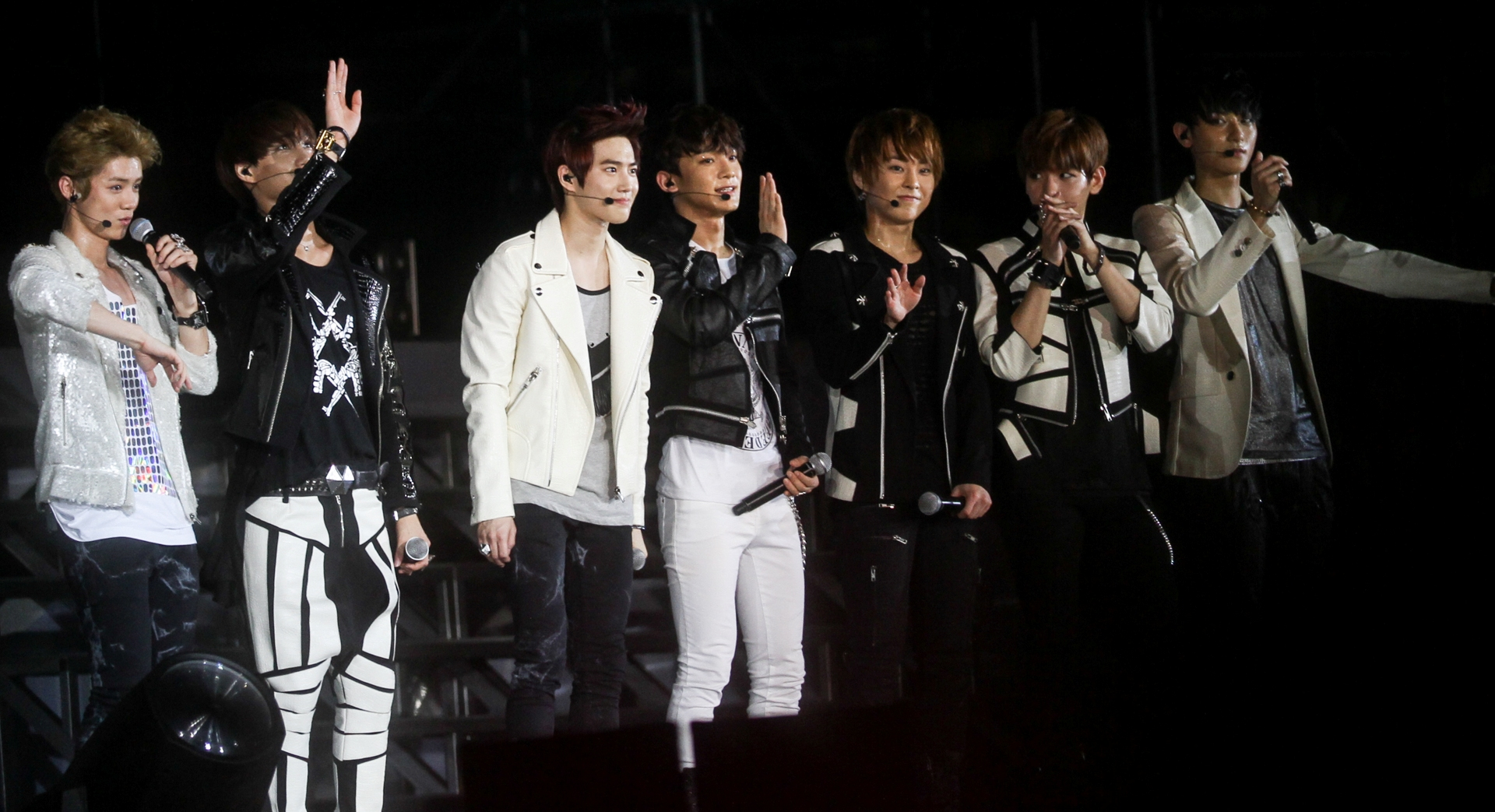
Exo trong chuyến lưu diễn SM Town Live World Tour III tại Singapore vào tháng 11 năm 2012.

Trưởng nhóm Suho của EXO-K là thành viên đầu tiên gia nhập SM Entertainment sau một buổi thử giọng thuộc hệ thống tuyển chọn của công ty vào năm 2006. Một năm sau, với sự động viên từ cha mình, Kai cũng đã tham gia thử giọng tại Cuộc thi tài năng trẻ SM; anh trình diễn tốt và giành được hợp đồng với công ty. Chanyeol đứng vị trí thứ hai tại Smart Model Contest và Sehun tham gia bốn buổi thử giọng trong vòng hai năm, cả hai là những thành viên tiếp theo trở thành thực tập sinh của công ty vào năm 2008. Năm 2010, đến lượt D.O. của EXO-K thử sức trong một buổi thử giọng và sau cùng đã nhận được hợp đồng của công ty. Thành viên cuối cùng của EXO-K trở thành thực tập sinh là Baekhyun. Anh gia nhập công ty năm 2011 thông qua hệ thống tuyển chọn của SM Entertainment và được đạo tạo đúng khoảng một năm trước khi ra mắt cùng nhóm. Với EXO-M, Kris tham gia thử giọng vào năm 2008 tại buổi thử giọng toàn cầu của SM Entertainment tổ chức tại Canada trước khi đến Hàn Quốc tham gia thực tập. Cũng trong năm đó, Lay thử giọng ở Trường Sa, Trung Quốc, sau đó chuyển đến Hàn Quốc; đồng thời Xiumin xuất hiện ở một buổi thử giọng cùng với bạn anh và đứng ở vị trí thứ hai. Năm 2009, Luhan đã được một đại diện của SM Entertainment tại Seoul phát hiện và vượt qua buổi thử giọng, trong khi đó thành viên Tao được phát hiện tại một chương trình tài năng. Thành viên cuối cùng gia nhập EXO-M là Chen khi góp mặt trong hệ thống tuyển chọn vào năm 2010. Nhóm xuất hiện lần đầu trên sóng truyền hình tại sự kiện âm nhạc thường niên SBS Gayo Daejeon diễn ra vào ngày 23 tháng 10 năm 2010.
EXO-K và EXO-M đã cho ra mắt đĩa đơn "MAMA" vào ngày 11 tháng 11 năm 2011, kế tiếp là đĩa EP MAMA vào ngày 9 tháng 4. Hai nhóm nhỏ tham gia quảng bá album riêng biệt; EXO-K biểu diễn trên chương trình âm nhạc Hàn Quốc The Music Trend trong khi EXO-M lại biểu diễn tại lễ trao giải Top Chinese Music Awards ở Thâm Quyến vào cùng ngày hôm đó. Phiên bản tiếng Hàn của EP đạt vị trí quán quân trên bảng xếp hạng Gaon Album Chart của Hàn Quốc và vị trí thứ 8 trên bảng xếp hạng Billboard World Albums Chart, trong khi đó phiên bản tiếng Quan Thoại giành vị trí á quân trên bảng xếp hạng Sina Album Chart của Trung Quốc và vị trí dẫn đầu trên nhiều nền tảng nghe nhạc trực tuyến. Trước khi ra mắt, EXO từng cho phát hành hai đĩa đơn có tựa "What Is Love" và "History"; hai đĩa đơn lần lượt đạt thứ hạng cao nhất tại vị trí thứ 88 và thứ 68 trên bảng xếp hạng Gaon Digital Chart cũng như vị trí thứ 6 trên Sina Music Chart. EXO đã nhận giải Nhóm nhạc tân binh châu Á xuất sắc nhất tại Mnet Asian Music Awards 2012 và Giải tân binh tại Golden Disc Awards.

### 2013–2014: Thành công thương mại

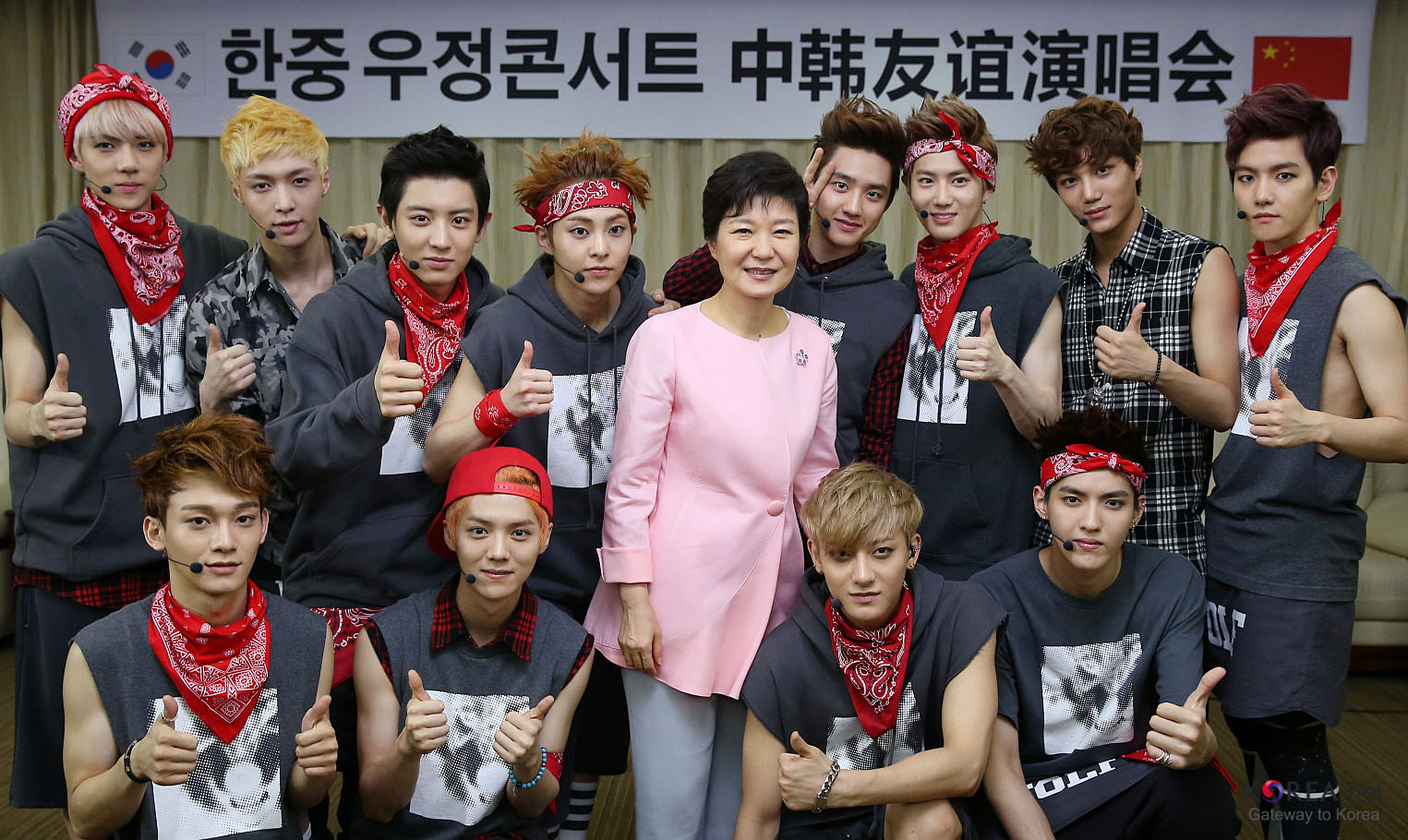
Exo bên cạnh tổng thống Hàn Quốc Park Geun-hye vào 28 tháng 6 năm 2013.

Album phòng thu đầu tiên của nhóm XOXO được phát hành vào ngày 3 tháng 6 năm 2013 với hai phiên bản: tiếng Hàn và tiếng Quan Thoại. Khác với quá trình quảng bá riêng biệt của EXO-K và EXO-M đối với EP Mama, XOXO được cả hai nhóm cùng quảng bá chủ yếu ở Hàn Quốc. EXO còn cùng nhau thu âm đĩa đơn chính "Wolf" của album, tuy nhiên các bài hát còn lại trong album lại được nhóm thu âm riêng biệt. Một phiên bản tái phát hành bổ sung thêm ba ca khúc vào album mang tên Growl ra mắt vào ngày 5 tháng 8 năm 2013. Đĩa đơn mới "Growl" đạt vị trí thứ ba trên Billboard K-Pop Hot 100 và vị trí á quân trên Gaon Digital Chart. Tất cả các phiên bản của XOXO đã bán ra tổng cộng hơn một triệu bản, khiến EXO trở thành nghệ sĩ Hàn Quốc đầu tiên đạt được cột mốc đó trong 12 năm trở lại. Tháng 12 cùng năm, EXO phát hành EP thứ hai Miracles in December dưới dạng album mùa đông đặc biệt bao gồm đĩa đơn cùng tên. Trước khi phát hành, nhóm cũng quảng bá album của họ trên chương trình truyền hình thực tế đầu tiên Exo's Showtime, phát sóng vào ngày 28 tháng 11 năm 2013 trên kênh truyền hình cáp MBC Every 1. Sau khi phát hành các sản phẩm âm nhạc vào năm 2013, EXO thắng giải Bài hát của năm tại Melon Music Awards với ca khúc "Growl", giải Daesang đĩa cứng tại Golden Disc Awards, giải Album của năm tại Mnet Asian Music Awards lần thứ 15 với album XOXO và giải Daesang tại Seoul Music Awards. Ngoài ra, EXO-M còn nhận Giải nhóm nhạc nổi tiếng nhất tại lễ trao giải Top Chinese Music Awards 2013.
Đĩa EP thứ ba Overdose của EXO ra mắt vào ngày 7 tháng 5 năm 2014. Ban đầu EP dự kiến được phát hành vào ngày 21 tháng 4 nhưng sau đó bị trì hoãn do vụ lật phà Sewol xảy ra vào ngày 16 tháng 4. Overdose có cách thức quảng bá giống với Mama: EXO-K quảng bá ở Hàn Quốc và EXO-M quảng bá chủ yếu ở Trung Quốc. EP được đặt mua trước trên 660.000 bản, khiến nó trở thành EP của Hàn Quốc có lượng đặt mua trước cao nhất lịch sử. Phiên bản tiếng Hàn cũng đạt vị trí á quân trên World Albums Chart của Billboard và vị trí thứ 129 trên Billboard 200, giúp EXO trở thành nhóm nhạc nam Hàn Quốc đạt được thứ hạng cao nhất trên bảng xếp hạng này lúc bấy giờ. Overdose là EP bán chạy nhất tại Hàn Quốc vào năm 2014 và là EP đầu tiên của nhóm đạt vị trí quán quân trên các bảng xếp hạng cuối năm cũng như thắng giải Album của năm tại Mnet Asian Music Awards. Ngày 22 tháng 12, EXO phát hành album trực tiếp đầu tiên có tựa Exology Chapter 1: The Lost Planet. Đĩa đơn "December, 2014 (The Winter's Tale)" trích từ album xếp ở vị trí quán quân trên Gaon Digital Chart, qua đó trở thành đĩa đơn quán quân đầu tiên của EXO. Tính đến cuối năm 2014, EXO là nghệ sĩ K-pop có doanh số bán chạy nhất năm tại Nhật Bản.
Ngày 15 tháng 5 năm 2014, Kris đã đệ đơn kiện SM Entertainment nhằm chấm dứt hợp đồng và cáo buộc SM đã "coi thường sức khỏe; chia lợi nhuận không công bằng; giới hạn quyền tự do và đối xử với anh như một món hàng hơn là một con người." Ngày 24 tháng 5, nhóm khởi động chuyến lưu diễn quảng bá đầu tiên của mình "Exo from Exoplanet 1 – The Lost Planet" tại Nhà thi đấu Thể dục dụng cụ Olympic. Vé tham dự buổi diễn được bán hết trong vòng 1,47 giây, phá vỡ kỷ lục bán hết vé cho buổi hòa nhạc nhanh nhất của một nghệ sĩ Hàn Quốc. Ngày 10 tháng 10, Luhan cũng đệ đơn kiện SM Entertainment nhằm chấm dứt hợp đồng của mình. Anh đã đưa ra các vấn đề về sức khỏe và cáo buộc công ty phân biệt đối xử anh so với các thành viên người Hàn.

### 2015: Đón nhận tích cực

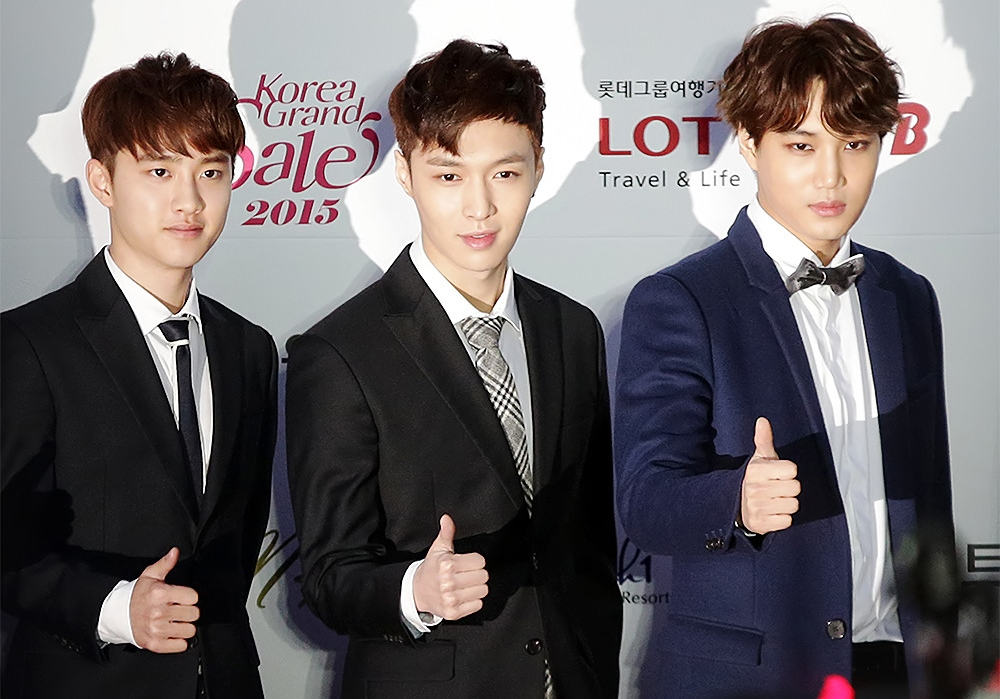
Từ trái qua phải: D.O, Lay và Kai tại Seoul Music Awards lần thứ 24 vào tháng 1 năm 2015.

Ngày 7 tháng 3 năm 2015, EXO khởi động chuyến lưu diễn quảng bá thứ hai của nhóm "Exoplanet 2 – The Exo'luxion" với 70.000 người tham dự trong 5 đêm tại Nhà thi đấu Thể dục dụng cụ Olympic ở Seoul. Nhóm phát hành album phòng thu thứ hai Exodus vào ngày 30 tháng 3 năm 2015 bằng cả tiếng Hàn và tiếng Quan Thoại. Lượng đặt trước album trong nước vượt quá con số 500.000 bản chỉ trong 24 giờ đã thiết lập nên một kỉ lục mới. Đĩa đơn chính "Call Me Baby" được phát hành sớm vào ngày 27 tháng 3, vì các phiên bản của bài hát đã bị rò rỉ trực tuyến. Video âm nhạc đi kèm ra mắt sau đó một ngày; video phiên bản tiếng Hàn đã trở thành video âm nhạc K-pop được xem nhiều nhất trong nửa đầu năm 2015. Album lập kỉ lục giữ vững vị trí quán quân bốn tuần liên tiếp trên bảng xếp hạng Gaon Album Chart và bán ra hơn một triệu bản, trở thành album thứ hai của EXO làm được điều này sau XOXO. Exodus thắng giải Album của năm tại Mnet Asian Music Awards 2015 - chiến thắng thứ ba liên tiếp của nhóm. Tháng 4 năm 2015, Exodus đạt vị trí thứ 95 trên US Billboard 200, trở thành album có thứ hạng cao nhất của một nghệ sĩ Hàn Quốc. Album còn lọt vào bảng xếp hạng Canadian Hot 100 của Billboard ở vị trí số 98, khiến nhóm trở thành nhóm nhạc K-pop đầu tiên và là nghệ sĩ K-pop thứ hai lọt vào bảng xếp hạng.
Thành viên Tao vắng mặt trong quá trình quảng bá Exodus do dính chấn thương và vào ngày 24 tháng 8, anh trở thành thành viên thứ ba nộp đơn kiện SM Entertainment nhằm chấm dứt hợp đồng. Điều này xảy ra hệt như trong một bài đăng trên mạng xã hội Trung Quốc Weibo trước đó của bố Tao, với nội dung thể hiện mong muốn anh rời khỏi EXO và trở về Trung Quốc vì lý do sức khỏe và sự thiếu quan tâm tới hoạt động cá nhân của Tao từ phía SM Entertainment. SM đã đáp trả lại hành động pháp lý của mình bằng một tuyên bố: "Công ty chúng tôi có kế hoạch sử dụng mọi nguồn lực trong khả năng của mình, bao gồm cả các chuyên gia và đối tác pháp lý của Hàn Quốc và Trung Quốc nhằm tuân thủ mọi luật pháp ở cả hai nước. Chúng tôi cũng có kế hoạch thực hiện các bước pháp lý để đáp trả lại những hoạt động và quá trình quảng bá bất hợp pháp của Tao." EXO phát hành phiên bản tái phát hành của Exodus với tựa đề Love Me Right vào ngày 3 tháng 6 năm 2015. Phiên bản này có thêm bốn bài hát, trong đó bao gồm cả "Love Me Right". Do sự vắng mặt của Tao, nhóm quảng bá ca khúc với chín thành viên. Tháng 10 cùng năm, EXO trở thành nghệ sĩ đầu tiên tổ chức một buổi hòa nhạc trong nhà tại Hàn Quốc với tên gọi "EXO – Love Concert in Dome", diễn ra tại Gocheok Sky Dome ở Seoul.
Ngày 4 tháng 11 năm 2015, EXO phát hành đĩa đơn tiếng Nhật đầu tay Love Me Right ~romantic universe~, gồm có phiên bản tiếng Nhật của "Love Me Right" và bài hát tiếng Nhật "Drop That". Ngay trong ngày phát hành, album đã bán ra 147.000 bản và đạt vị trí cao nhất trên bảng xếp hạng Oricon, trở thành đĩa đơn bán chạy nhất mọi thời đại của một nghệ sĩ Hàn Quốc tại Nhật Bản. Năm ngày sau, EXO cho ra mắt đĩa đơn mang tên "Lightsaber" nhằm quảng bá cho bộ phim Star Wars: Thần lực thức tỉnh, sau đó phát hành đĩa đơn tại Hàn Quốc dưới dạng sản phẩm hợp tác giữa SM Entertainment và Walt Disney. Ngày 10 tháng 12, Exo phát hành album mùa đông đặc biệt, đồng thời là đĩa EP thứ tư Sing for You gồm các đĩa đơn "Sing for You" và "Unfair". Album bán ra 267.900 bản trong tuần đầu, phá kỷ lục doanh số tuần đầu cao nhất của một nghệ sĩ Hàn Quốc. "Unfair" cũng trở thành bài hát K-pop đầu tiên được xuất hiện trong danh sách phát "Best of the Week" của Apple Music và EXO trở thành nghệ sĩ Hàn Quốc đầu tiên xuất hiện trên trang chủ của nền tảng. Một phần lợi nhuận từ album đã được quyên góp cho chiến dịch Smile For U của UNICEF để hỗ trợ giáo dục âm nhạc cho trẻ em ở châu Á. Tháng 12 năm 2015, các nhà lãnh đạo ngành công nghiệp giải trí Hàn Quốc đã xếp EXO ở vị trí thứ 7 trong số 10 nhà lãnh đạo văn hóa nhạc pop hàng đầu năm 2015. Đây là thứ hạng cao nhất được nắm giữ bởi một nghệ sĩ K-pop.

### 2016–2017: Thành công toàn cầu

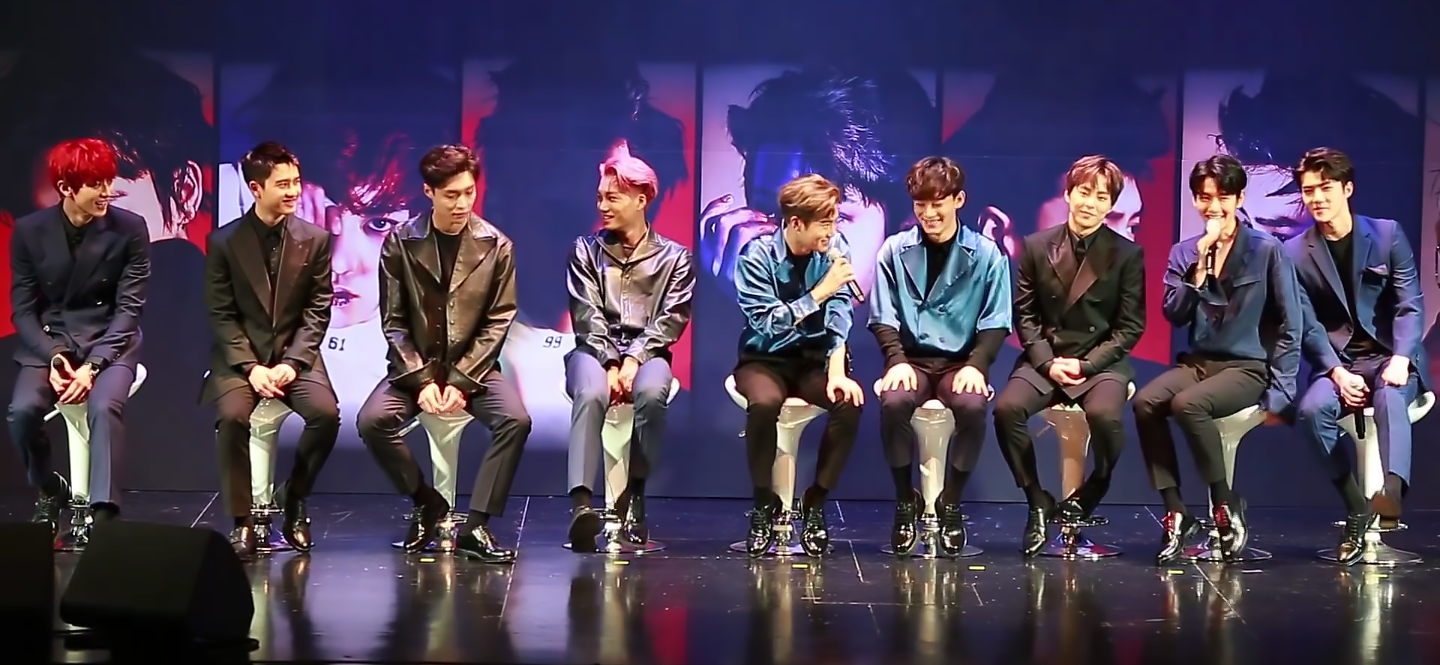
Exo tại buổi họp báo phát hành Ex'act vào tháng 6 năm 2016.

Ngày 5 tháng 1 năm 2016, SM Entertainment đã giành chiến thắng ở một trong những vụ kiện chống lại thành viên Tao sau phán quyết của Tòa án Nhân dân Trung gian ở Thanh Đảo, Trung Quốc. Công ty kiện Tao về việc anh không bồi thường cho công ty sau khi rời đi; họ đưa ra một tuyên bố chính thức rằng: "SM hiện đang thưa kiện các cựu thành viên Wu Yifan (Kris), Luhan và Tao của Exo vì vi phạm hợp đồng độc quyền và tham gia vào các chương trình quảng bá bất hợp pháp tại Trung Quốc. Trong số các vụ kiện này, SM đệ đơn kiện Tao vì đã không bồi thường cho SM vào ngày 13 tháng 10 năm 2015. Một tòa án trung gian ở Thanh Đảo, Trung Quốc đã đưa ra phán quyết buộc Tao phải trả nợ cho SM Entertainment cũng như thanh toán tiền lãi cho những khoản bị trì hoãn."
Album phòng thu thứ ba, Ex'Act của EXO cùng các đĩa đơn "Lucky One" và "Monster" của album được phát hành vào ngày 9 tháng 6 năm 2016 với hai phiên bản tiếng Hàn và tiếng Quan Thoại. Lượng đặt trước nội địa của album vượt quá 660.000 bản, qua đó trở thành album K-pop có lượng đặt trước cao nhất lúc bấy giờ. Album còn phá vỡ kỷ lục doanh số tuần đầu tiên cao nhất của một album tiếng Hàn, kỷ lục trước đó được thiết lập bởi EP thứ tư Sing For You cũng của EXO. "Monster" trở thành đĩa đơn đầu tiên của EXO đạt vị trí quán quân trên bảng xếp hạng Billboard World Digital Songs và "Lucky One" ra mắt tại vị trí thứ ba. Ngày 18 tháng 8 năm 2016, một phiên bản tái phát hành của album mang tựa đề Lotto được phát hành với việc bổ sung thêm bốn bài hát mới, bao gồm cả đĩa đơn cùng tên. "Lotto" trở thành đĩa đơn quán quân thứ hai của EXO trên Billboard World Digital Songs và đạt vị trí á quân trên Gaon Digital Chart. Phiên bản tái phát hành tiếng Hàn và tiếng Quan Thoại lần lượt đạt vị trí quán quân và á quân trên Gaon Album Chart. Chỉ trong hai tháng đầu phát hành, Ex'Act tiêu thụ hơn 1,17 triệu bản, trở thành album thứ ba của EXO bán được hơn một triệu bản, mang lại cho họ danh hiệu "người bán được ba album triệu bản" từ giới truyền thông.
Ngày 21 tháng 7, tranh chấp hợp đồng giữa Kris-Luhan và SM Entertainment đã được giải quyết. Hai bên giải quyết trong phiên tòa trọng tài thứ ba do tòa ủy quyền; hai phiên tòa trước đó đã được tổ chức vào tháng 9 năm 2015 và tháng 6 năm 2016 khi tòa giải quyết vụ kiện với đề nghị hòa giải. Các ca sĩ sẽ duy trì hợp đồng với công ty SM đến năm 2022. SM ký hợp đồng cho phép họ hoạt động bên ngoài Hàn Quốc và Nhật Bản; các đơn vị phía Trung Quốc của Kris và Luhan sẽ "chia sẻ doanh thu liên quan" với SM cho các hoạt động ở bất cứ đâu ngoài Hàn Quốc và Nhật Bản (là nơi SM sở hữu hợp đồng độc quyền với hai ca sĩ) vì SM sẽ nghiêm ngặt "quản lí theo hợp đồng" các hoạt động nằm ngoài Hàn Quốc/Nhật Bản cho đến khi hợp đồng của họ với SM hết hạn vào năm 2022.
Ngày 22 tháng 7, EXO khởi động chuyến lưu diễn quảng bá thứ ba, "Exoplanet 3 – The Exo'rdium" với kỉ lục 6 buổi hòa nhạc liên tiếp tại Nhà thi đấu Thể dục dụng cụ Olympic. Ngày 28 tháng 5 năm 2017, chuyến lưu diễn kết thúc với chuỗi buổi hòa nhạc liên tiếp thứ hai tại sân vận động lớn nhất Hàn Quốc Sân vận động Olympic Seoul với sức chứa tối đa ước tính khoảng 100.000 chỗ ngồi. Vé cho ngày đầu tiên được mở bán vào ngày 12 tháng 4 và bán hết trong vòng 20 phút. Chuyến lưu diễn đã nâng tổng số buổi hòa nhạc của nhóm lên con số hơn 100. Tháng 6, Lay thông báo anh sẽ không tham gia vào album tiếp theo của nhóm để tập trung vào hoạt động diễn xuất của mình. Kể từ đó, anh vắng mặt trong các album của EXO và ít xuất hiện trước công chúng. Ngày 7 tháng 12, EXO phát hành đĩa đơn tiếng Nhật thứ hai "Coming Over". Với lượng tiêu thụ hơn 158.000 bản, đĩa đơn đạt vị trí á quân trên Bảng xếp hạng Oricon hàng tuần và trở thành đĩa đơn tiếng Nhật thứ hai của nhóm nhận được chứng nhận Bạch kim từ Hiệp hội Công nghiệp ghi âm Nhật Bản. Album mùa đông thứ ba, đồng thời là EP thứ năm For Life của EXO được phát hành vào ngày 19 tháng 12. Dù không được quảng bá trước công chúng, album vẫn bán ra 442.000 bản trong chưa đầy hai tuần.

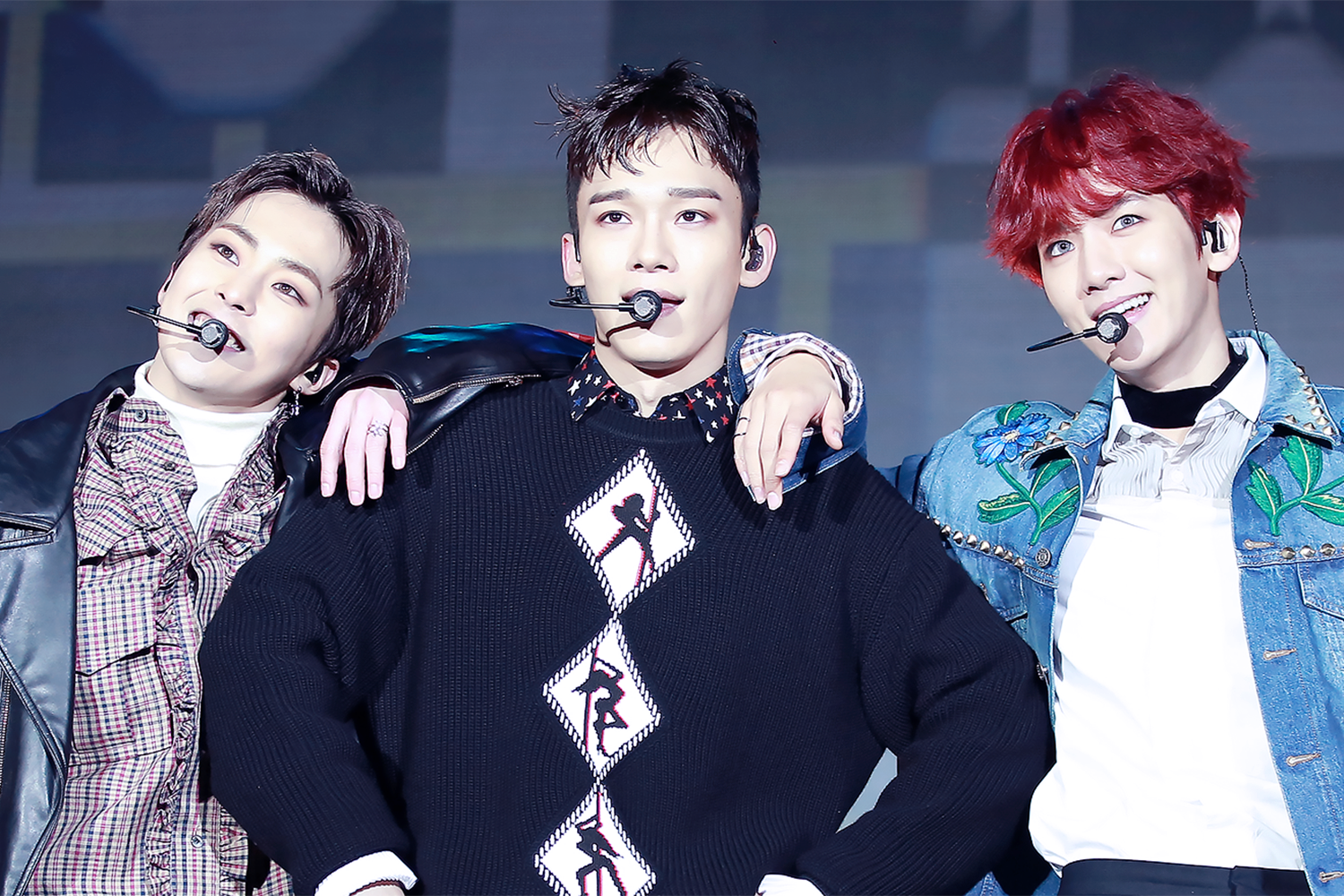
Exo-CBX tại showcase đầu tiên của họ ở Seoul vào ngày 31 tháng 10 năm 2016

Cũng trong năm 2016, các thành viên của nhóm dành thời gian ưu tiên cho các hoạt động solo của họ. Ngày 7 tháng 1, Baekhyun hợp tác với ca sĩ nổi tiếng Hàn Quốc Suzy để phát hành ca khúc "Dream". Đĩa đơn đã chứng minh được sức phổ biến và giành chiến thắng hạng mục Hợp tác xuất sắc nhất tại Mnet Asian Music Awards lần thứ 18 năm 2016 cùng nhiều giải thưởng khác. Vào ngày 31 tháng 10, Chen, Baekhyun và Xiumin đã ra mắt trong nhóm nhỏ đầu tiên của EXO là EXO-CBX; tên gọi trên là sự kết hợp các chữ cái đầu tiên từ nghệ danh của mỗi thành viên. EXO-CBX phát hành EP đầu tay Hey Mama! và video âm nhạc cho đĩa đơn vào ngày 31 tháng 10. EP đã thành công trên thị trường khi bán được hơn 293.897 bản. Tính đến năm 2018, EXO-CBX đã phát hành hai EP tiếng Hàn và hai EP tiếng Nhật. Lay phát hành "Monodrama" đánh dấu sự ra mắt dưới tư cách nghệ sĩ solo thông qua dự án SM Station. Bài hát thành công ở Trung Quốc khi trụ vững ở vị trí quán quân trên Billboard China V Chart trong 4 tuần liên tiếp. Vào ngày 28 tháng 10, Lay đã phát hành đĩa EP đầu tay của mình Lose Control. EP tiếp tục gặt hái thành công về mặt thương mại khi phá vỡ một số kỉ lục trong Sách Kỷ lục Guinness và ra mắt tại vị trí quán quân trên bảng xếp hạng Gaon Album Chart của Hàn Quốc. Trong năm 2016, Lay cũng tham gia diễn xuất trong The Mystic Nine - một chương trình truyền hình ở Trung Quốc thu hút hơn 12 tỷ lượt xem trực tuyến. Tất cả các thành viên khác cũng theo đuổi các hoạt động cá nhân trong các ngành công nghiệp khác nhau, bao gồm âm nhạc, điện ảnh, truyền hình và sân khấu. EXO-CBX ra mắt tại Nhật Bản vào ngày 24 tháng 5 năm 2017, với EP mang tên Girls, kế tiếp là phiên bản video âm nhạc ngắn của đĩa đơn chính "Ka-CHING!" vào cuối tháng 4. EP bán được hơn 60.000 bản tại Nhật Bản trong vòng một tháng kể từ khi phát hành.

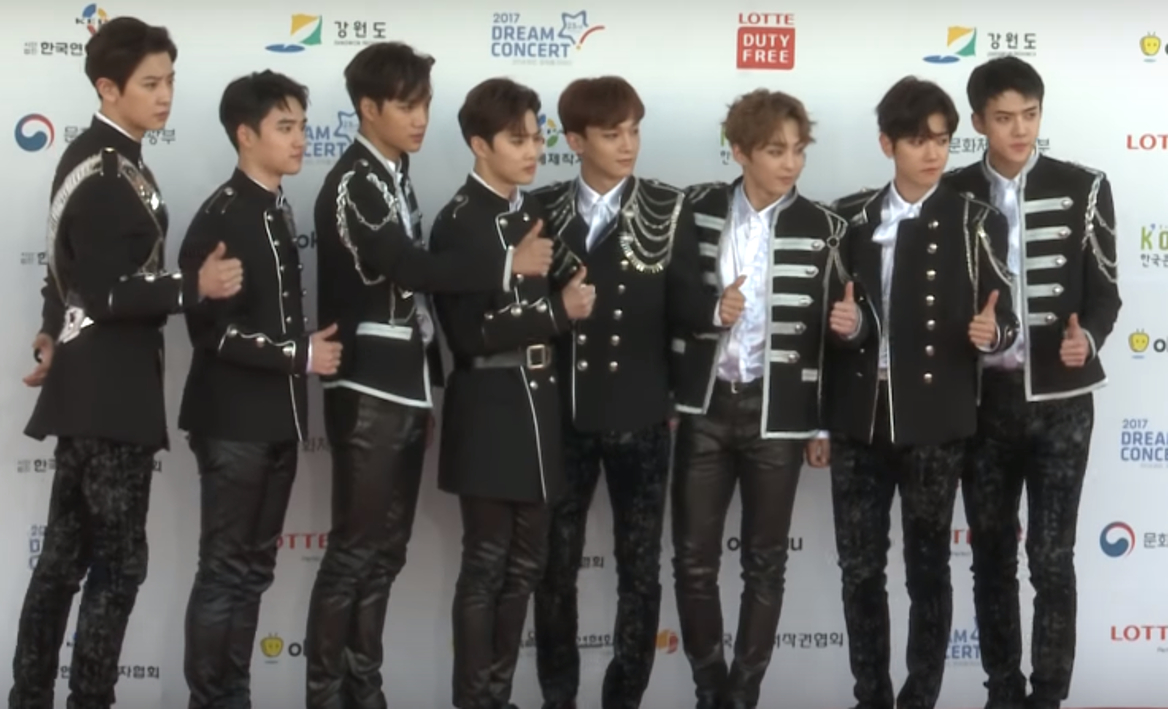
Exo tại Dream Concert vào tháng 6 năm 2017.

Album phòng thu thứ tư của nhóm The War ra mắt vào ngày 18 tháng 7 năm 2017. Album đạt 807.235 bản đặt trước, phá vỡ kỉ lục 660.000 bản trước đó với Ex'Act cũng của nhóm. Đĩa đơn chính "Ko Ko Bop" ra mắt tại vị trí quán quân trên Melon Digital Chart, giúp EXO trở thành nhóm nhạc K-pop đầu tiên giành vị trí quán quân sau bảng xếp hạng có những thay đổi vào ngày 27 tháng 2 năm 2017. Kể từ khi phát hành, album đã ghi nhận doanh số tuần đầu tiên cao nhất của mọi album K-pop. Album ra mắt tại vị trí số 87 trên Billboard 200, vị trí quán quân trên Billboard World Albums Chart và đưa EXO góp mặt lần đầu ở nhiều bảng xếp hạng trên toàn thế giới. Ngày 29 tháng 8, ấn bản năm 2018 của Sách Kỷ lục Guinness đã vinh danh EXO ở hạng mục "Nhóm nhạc thắng nhiều daesang (giải thưởng lớn) nhất" tại lễ trao giải Mnet Asian Music Awards. Vào ngày 5 tháng 9, nhóm cho ra mắt phiên bản tái phát hành của đĩa EP The War mang tên The War: The Power of Music. Album bổ sung thêm ba ca khúc khác vào danh sách bài hát, gồm cả đĩa đơn "Power". Ngày 14 tháng 9, "Power" đạt kỷ lục có điểm số cao nhất trên M Countdown với 11.000 điểm, giúp EXO trở thành nghệ sĩ đầu tiên đạt được số điểm tuyệt đối sau sự thay đổi hệ thống tính điểm của chương trình được triển khai vào tháng 6 năm 2015. Chiến thắng này cũng đánh dấu chiến thắng lần thứ 100 của nhóm trong tất cả các chương trình âm nhạc.
Ngày 19 tháng 10, EXO thông báo về chuyến lưu diễn toàn thế giới lần thứ ba, "Exoplanet#4 – The EℓyXiOn", khởi đầu với ba đêm diễn liên tiếp tại Gocheok Sky Dome ở Seoul bắt đầu vào ngày 24 tháng 11. Tính đến ngày 30 tháng 11, doanh số nội địa của The War theo thông báo đã bán được gần 1,6 triệu bản, trở thành album bán chạy nhất của EXO vào thời điểm đó và mang lại cho nhóm danh hiệu "người bán được bốn album triệu bản" từ phương tiện truyền thông. Đầu tháng 12, EXO đã thông báo về việc phát hành album mùa đông đặc biệt thứ tư đồng thời là đĩa EP thứ sáu Universe. Theo dự định ban đầu, EP được phát hành vào ngày 21 tháng 12, nhưng sau đó đã bị hoãn lại đến ngày 26 tháng 12 do đồng nghiệp cùng công ty, nghệ sĩ Jonghyun qua đời.

### 2018–2019: Sự công nhận quốc tế

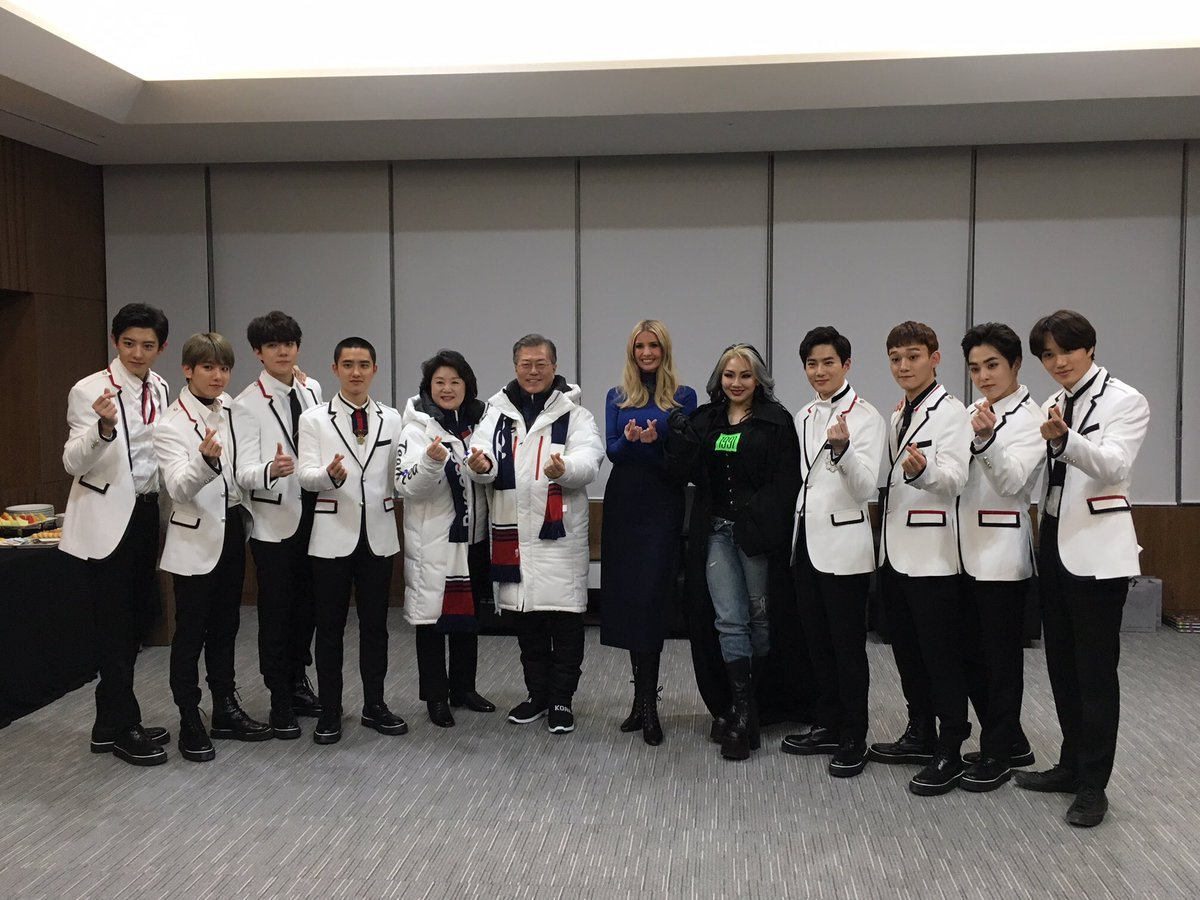
EXO với Tổng thống Hàn Quốc Moon Jae-in, Ivanka Trump và CL tại Thế vận hội mùa đông 2018 vào tháng 2 năm 2018.

Ngày 16 tháng 1 năm 2018, "Power" trở thành bài hát K-pop đầu tiên được phát tại đài phun nước Dubai ở hồ Burj Khalifa, Dubai. Bảy thành viên của nhóm đã đến Dubai để xem buổi trình diễn đầu tiên. Lần chạy đầu tiên của bài hát được kéo dài từ tháng 1 đến tháng 3. Bài hát cũng được chạy trở lại từ tháng 9 đến tháng 11 cùng năm. Vào ngày 31 tháng 1, EXO đã phát hành album phòng thu tiếng Nhật đầu tiên Countdown. Album ra mắt ở vị trí quán quân trên bảng xếp hạng Oricon hàng tuần, bán được khoảng 89.000 bản. Thành tích này đã khiến EXO trở thành nhóm nhạc không có người Nhật Bản đầu tiên có album phòng thu đầu tay và album đầu tay đều đạt vị trí quán quân trên bảng xếp hạng Oricon hàng tuần. Mười ngày sau khi phát hành, vào ngày 9 tháng 2, Countdown đã đạt chứng nhận Vàng bởi Hiệp hội Công nghiệp ghi âm Nhật Bản.
Đầu tháng 2, có thông báo cho rằng EXO sẽ biểu diễn tại lễ bế mạc Thế vận hội mùa đông 2018 ở Pyeongchang vào ngày 25 tháng 2, là gương mặt đại diện cho K-pop cùng với CL. Trước thông báo, Baekhyun đã hát quốc ca tại lễ khai mạc của Đại hội đồng Ủy ban Olympic Quốc tế vào ngày 5 tháng 2 và EXO sau đó cũng có tham gia biểu diễn tại D-100 Concert chính thức vào cuối năm 2017, đánh dấu 100 ngày trước khi bắt đầu sự kiện Thế vận hội mùa đông. Buổi biểu diễn của nhóm đã thu hút sự chú ý và khen ngợi của giới truyền thông toàn cầu. Nhà vô địch trượt băng thế giới và hai lần giành huy chương bạc Olympic Evgenia Medvedeva cũng thu hút sự chú ý của giới truyền thông vì sự ủng hộ của cô với EXO. Vào tháng 3 năm 2018, tập đoàn đúc tiền của Hàn Quốc đã công bố kế hoạch tạo ra các huy chương kỷ niệm chính thức cho EXO, vinh danh nhóm vì sự đóng góp của họ cho sự lan rộng văn hóa Hàn Quốc ra toàn cầu. Bộ chín huy chương với mỗi huy chương kỷ niệm gắn với một thành viên trong nhóm đã được công bố vào ngày 18 tháng 4 tại một buổi lễ ở Seoul. Vào tháng 10 năm 2018, Lay đã ra mắt tại Hoa Kỳ với album solo thứ 3 Namanana. Album đạt vị trí dẫn đầu trên bảng xếp hạng World Albums và Independent Albums của Billboard và đạt vị trí thứ 21 trên Billboard 200, đưa Lay trở thành nghệ sĩ Mandopop đạt vị trí cao nhất trên bảng xếp hạng.
Album phòng thu thứ năm của EXO Don't Mess Up My Tempo đã được công bố trước vào đầu tháng 10 và phát hành vào ngày 2 tháng 11 năm 2018. Ngoài ra, còn có tiết lộ cho rằng Don't Mess Up My Tempo sẽ có mặt đầy đủ cả chín thành viên – sau lần gần đây nhất là Lotto vào năm 2016. Album đã nhận được 1.104.617 đơn đặt hàng trước, vượt qua kỷ lục trước đó của nhóm. Album đã đạt thành công về mặt thương mại, bán được 1.179.997 bản vào ngày 30 tháng 11, khiến EXO trở thành "người bán được năm album triệu bản" từ giới truyền thông. Với sự phát hành của Don't Mess Up My Tempo, EXO trở thành nghệ sĩ đầu tiên có tổng doanh số bán ra vượt quá 10 triệu album tại Hàn Quốc. Album ra mắt tại vị trí thứ 23 trên Billboard 200 với 23.000 bản tương đương và đạt vị trí quán quân trên các bảng xếp hạng Independent Albums và World Albums Billboard. Đây là album đạt thứ hạng cao nhất trên Billboard 200 của EXO và là album thứ tư đạt vị trí quán quân trên World Albums Chart. Love Shot được phát hành vào ngày 13 tháng 12 dưới dạng tái phát hành của Don't Mess Up My Tempo. Đĩa đơn dẫn đường Love Shot của album trở thành đĩa đơn quán quân thứ ba của EXO trên bảng xếp hạng Billboard World Digital Songs và trụ hạng trong ba tuần liên tiếp. Don't Mess Up My Tempo đã bán được 1.951.879 bản tại Hàn Quốc vào năm 2018 và là album bán chạy nhất của EXO.
Chen trở thành thành viên thứ hai của EXO ra mắt với tư cách là nghệ sĩ solo với EP đầu tay April, and a Flower phát hành vào ngày 1 tháng 4 năm 2019. Album đạt vị trí á quân trên Gaon Album Chart và vị trí thứ ba trên Billboard World Albums Chart. Xiumin nhập ngũ theo nghĩa vụ quân sự bắt buộc với tư cách sĩ quan tại ngũ vào ngày 7 tháng 5 năm 2019. D.O. nhập ngũ cũng với tư cách trên vào ngày 1 tháng 7. Baekhyun ra mắt với tư cách là nghệ sĩ solo thứ ba của nhóm với việc phát hành EP City Lights vào ngày 10 tháng 7. City Lights đã bán được hơn 500.000 bản vào tháng 7 năm 2019, phá vỡ kỷ lục Gaon Chart về doanh số bán album hàng tháng cao nhất của một nghệ sĩ solo. Album cũng đạt vị trí thứ 4 trên cả bảng xếp hạng World Albums và Heatseekers Albums của Billboard. Chanyeol và Sehun ra mắt nhóm nhỏ thứ hai của EXO, EXO-SC và phát hành EP đầu tiên What a Life vào ngày 22 tháng 7; bộ đôi cũng phát hành ca khúc "We Young" nằm trong dự án SM Station X 0 vào tháng 9 năm 2018. What a Life ra mắt ở vị trí thứ tám tại bảng xếp hạng World Albums và ở vị trí thứ mười tại bảng xếp hạng Heatseekers. Chen phát hành EP thứ hai, Dear My Dear, vào ngày 1 tháng 10; album đạt vị trí số một tại Gaon Album Chart. Baekhyun và Kai là đại diện cho EXO là thành viên trong siêu nhóm nhạc SuperM của SM Entertainment. Nhóm đã phát hành EP đầu tiên mang tên mình vào ngày 4 tháng 10, ra mắt ở vị trí số một tại bảng xếp hạng Billboard 200, trở thành nghệ sĩ Hàn Quốc đầu tiên đứng đầu bảng xếp hạng với sản phẩm phát hành đầu tay của họ. EXO bắt đầu chuyến lưu diễn thứ năm của họ, Exo Planet 5 - Exploration, với sáu buổi diễn tại Seoul từ ngày 19 đến 28 tháng 7, tổng cộng có 31 buổi diễn.
Album phòng thu thứ sáu của EXO, Obsession, được phát hành vào ngày 27 tháng 11 năm 2019. Đây là album đầu tiên của nhóm có đội hình sáu người. Obsession ra mắt ở vị trí số một trên Gaon Album Chart. Nhóm đã ra mắt một số bài hát trong album trực tiếp thông qua các buổi hòa nhạc trong Exo Planet 5 - Exploration vào tháng 12 năm 2019, cũng là chương trình kết thúc của chuyến lưu diễn.

### 2020–nay: Tập trung vào các hoạt động solo vàExist
Vào tháng 2 năm 2020, SM Entertainment tiết lộ rằng các thành viên EXO sẽ ưu tiên các hoạt động solo trong năm 2020, do một số thành viên tạm ngừng hoạt động với nhóm trong thời gian nhập ngũ. Suho trở thành thành viên EXO thứ tư ra mắt solo với EP đầu tay Self-Portrait được phát hành vào ngày 30 tháng 3 năm 2020. Self-Portrait đã bán được hơn 200.000 bản vào tháng 3 năm 2020 và đạt vị trí số một tại Gaon Album Chart. Suho nhập ngũ vào ngày 14 tháng 5. Vào ngày 25 tháng 5, Baekhyun phát hành Delight, với đĩa đơn chính "Candy". EP này đã thu được hơn 732.000 đơn đặt hàng trước, trở thành album được đặt trước nhiều nhất của một nghệ sĩ solo trong lịch sử Hàn Quốc. Vào ngày 1 tháng 7, mini-album đã bán được hơn 1.000.000 bản, trở thành album solo đầu tiên ở Hàn Quốc làm được điều này kể từ Another Days (2001) của Kim Gun-mo. EXO-SC phát hành album phòng thu đầu tiên, 1 Billion Views, vào ngày 13 tháng 7, đứng đầu Gaon Album Chart. Baekhyun và Kai trở lại hoạt động với SuperM trong album phòng thu đầu tiên của nhóm, Super One, đứng đầu Gaon Album Chart và đứng thứ hai tại Billboard 200. Chen nhập ngũ vào ngày 26 tháng 10. Kai ra mắt với tư cách là nghệ sĩ solo thứ năm của nhóm trong mini-album cùng tên vào ngày 30 tháng 11.
Ngày 6 tháng 12 năm 2020 và 25 tháng 1 năm 2021, Xiumin và D.O. lần lượt xuất ngũ. Baekhyun phát hành mini-album tiếng Nhật đầu tay cùng tên và mini-album tiếng Hàn thứ ba Bambi lần lượt vào ngày 21 tháng 1 và 30 tháng 3 năm 2021, Lay phát hành album phòng thu thứ năm của mình, Producer, vào ngày 5 tháng 2. Chanyeol và Baekhyun lần lượt nhập ngũ vào ngày 29 tháng 3 và 6 tháng 5. Trước khi nhập ngũ, họ đã cùng các thành viên đang hoạt động còn lại của EXO bí mật thu âm album tiếp theo của nhóm. Trong video chúc mừng ngày kỷ niệm 9 năm hoạt động của nhóm được đăng tải vào ngày 8 tháng 4, các thành viên tiết lộ là Xiumin và D.O. đã quay trở lại hoạt động và họ đang chuẩn bị cho một album mới sẽ được phát hành trong nửa đầu năm 2021. Lay cũng tham gia thu âm cho album, đánh dấu hoạt động cùng nhóm đầu tiên của anh kể từ album Don't Mess Up My Tempo. EP thứ bảy của nhóm, "album đặc biệt" Don't Fight the Feeling, phát hành vào ngày 7 tháng 6. D.O. ra mắt với tư cách nghệ sĩ solo thứ sáu của nhóm với EP Empathy vào ngày 26 tháng 7. Kai phát hành EP thứ hai của mình, Peaches, vào ngày 30 tháng 11 năm 2021.
Ngày 13 tháng 2 năm 2022, Suho chính thức xuất ngũ. EP thứ hai của Suho, Grey Suit, phát hành vào ngày 4 tháng 4. Exo đã kỷ niệm 10 năm ra mắt vào ngày 8 tháng 4 thông qua buổi ra mắt mùa mới của chương trình thực tế EXO's Ladder, được phát hành thông qua dịch vụ phát trực tuyến Wavve, cũng như một buổi fan meeting đặc biệt, mang tên 2022 Debut Anniversary Fan Event, vào ngày 9 tháng 4 tại Jamsil Arena, nơi đánh dấu buổi biểu diễn trực tiếp đầu tiên của họ trước khán giả kể từ khi đại dịch COVID-19 bắt đầu. Sau khi hoàn thành thời hạn hợp đồng với SM Entertainment, Lay tuyên bố rời công ty. Mặc dù vậy, nam nghệ sĩ nói rằng anh vẫn sẽ hoạt động với tư cách là một thành viên của EXO. Thành viên Chen chính thức xuất ngũ vào ngày 25 tháng 04 năm 2022.
Các thành viên còn lại đều lần lượt nhập ngũ cho đến khi họ tái xuất với album phòng thu thứ 7 Exist vào ngày 10 tháng 7 năm 2023.

## Phong cách nghệ thuật

### Phong cách âm nhạc
EXO được nhiều người đánh giá là có giọng ca nội lực trong ngành công nghiệp K-pop, với ba giọng ca chính của nhóm là D.O., Chen và Baekhyun nhận được lời khen ngợi từ các nghệ sĩ trong ngành và các phương tiện truyền thông.
Bắt đầu từ năm 2013, Exo phát hành các EP đặc biệt có chủ đề mùa đông gần như vào các tháng 12 hàng năm. Trong những EP này có nhiều bài hát ballad cổ điển, giàu cảm xúc, khác với các đĩa đơn kịch tính và lạc quan thường có trong các album phòng thu của nhóm. Tạp chí Billboard khen ngợi đĩa đơn "Universe" nằm trong EP cùng tên của nhóm phát hành năm 2017, cho rằng "với sự tinh tế chứa trong giọng hát cao vút và đầy cảm xúc của các thành viên EXO, "Universe" là một ca khúc power ballad phát huy được thế mạnh của nhóm".
Nhóm đã thường xuyên làm việc với các nhà sản xuất kỳ cựu của Hàn Quốc và quốc tế bao gồm Kenzie, Dean, LDN Noise, The Underdogs và MARZ Music. Nhiều bài hát của EXO – đặc biệt là các đĩa đơn, có sự pha trộn giữa pop, hip-hop và R&B với các dòng nhạc điện tử như house, trap và synth-pop được sản xuất khi hình ảnh những màn biểu diễn trên sân khấu của họ luôn được nhớ đến. Nhà sản xuất Harvey Mason Jr. bình luận: 
| “ | "Chúng tôi lắng nghe những chất liệu nhạc của họ... và cố gắng tiến thêm một bước. Chúng tôi cố gắng và thực hiện những điều mới mẻ và nguyên bản nhưng vẫn mang hơi hướng của EXO....Họ có thể hát, họ có thể nhảy, họ có nguồn năng lượng... Việc này giống với một người họa sĩ luôn có đầy đủ màu sắc bên mình". | ” |

Trong buổi đầu sự nghiệp, EXO được Billboard miêu tả âm nhạc "lấy cảm hứng hoàn toàn từ giai điệu những năm 90 và đầu những năm 2000... với nhịp lớn hơn, đưa vào các phần hook và thêm các phần rap và dance tạo điểm nhấn". Nhóm cũng đã thể hiện một màu sắc âm nhạc "trưởng thành" và "ma mị" hơn với việc phát hành album phòng thu thứ ba Ex'Act vào năm 2016, cùng với sự tăng cường sử dụng các dòng nhạc dance điện tử như house và synth-pop. Album phòng thu thứ tư The War càng đi sâu vào việc thử nghiệm các thể loại nhạc mới cho nhóm, bao gồm cả việc thêm vào phần nhạc trap. Với đĩa đơn "Ko Ko Bop" trong album này, EXO cũng nhận được lời khen ngợi với phần giai điệu có sự kết hợp độc đáo giữa dòng nhạc reggae êm tai và các phần break với chất nhạc điện tử nặng.

### Sáng tác ca khúc
Trong buổi đầu của sự nghiệp, các thành viên của EXO đối mặt với những lời chỉ trích vì ít tham gia vào việc sáng tác và sản xuất các bài hát của mình. Tuy nhiên đến năm 2015, lần đầu tiên một vài thành viên của nhóm đã được ghi công viết lời cho một bài hát nằm trong phiên bản tái phát hành của album phòng thu thứ hai Love Me Right. "Promise (EXO 2014)" do Chanyeol, Chen và Lay sáng tác như một "món quà đặc biệt" của họ nhằm đáp lại sự ủng hộ của người hâm mộ. Kể từ đó, EXO đã phát hành nhiều ca khúc với phần lời do các thành viên trong nhóm đảm nhận, bao gồm cả "Heaven" và "She's Dreaming" nằm trong album thứ ba, đĩa đơn quảng bá đặc biệt "Lightsaber" hay đáng chú ý nhất là đĩa đơn hit "Ko Ko Bop" và một vài bài hát khác nằm trong album The War phát hành vào năm 2017 của nhóm.
Trong một bài phỏng vấn vào năm 2017 với tạp chí Billboard, Chanyeol chia sẻ về những đóng góp của anh trong ca từ của bài hát "Chill". Anh phát biểu rằng vì "phải viết lời trên một bản nhạc hoàn toàn không có phần lời tham khảo", nên quá trình viết nhạc diễn ra "tự nhiên" hơn đối với anh. Cũng trong bài phỏng vấn, Chen giải thích về quá trình thực hiện đĩa đơn "Ko Ko Bop", anh cho biết mình cùng các thành viên khác đã "viết phần lời riêng biệt và sau đó hợp tác để ghép lời cho bài hát. Tôi nghĩ mình không có gì phải tiếc nuối [về bài hát] vì nó là thành phẩm tốt nhất sau tất cả những nỗ lực đến từ các thành viên và những người sáng tác khác trong quá trình làm việc". Chen cũng được ghi công nhờ viết phần lời tiếng Hàn cho ca khúc "Lights Out" thuộc EP mùa đông đặc biệt thứ tư Universe của EXO. Người đảm nhận vai trò nhảy chính cho nhóm Lay cũng là một nhà sản xuất và sáng tác. Anh đã sáng tác từng ca khúc cho tất cả các album solo của mình cũng như cho những nghệ sĩ khác. Chanyeol còn tham gia vào quá trình viết lời cho "Gravity" và "With You", cả hai ca khúc đều trích từ album phòng thu thứ sáu Don't Mess Up My Tempo của nhóm.

### Sân khấu
EXO đã được khen ngợi đặc biệt vì vũ đạo đồng bộ và các thiết kế sân khấu phức tạp của họ. Thời gian đầu của sự nghiệp, các vũ đạo của nhóm lần lượt được biên đạo bởi các biên đạo múa hip hop người Mỹ Tony Testa và Nicholas Bass cho các bài hát như "Wolf" và "Growl". Những năm gần đây, EXO hợp tác với biên đạo múa Kim Tae Woo. Tờ Dazed ngưỡng mộ "vũ đạo sắc bén...liền mạch" của nhóm, cho rằng phần vũ đạo đã đưa EXO "dẫn đầu sự thống trị nhạc pop". Một yếu tố sân khấu không thể thiếu trong các chuyến lưu diễn vòng quanh thế giới của nhóm là việc sử dụng nước dưới dạng mưa và bể cạn. Tạp chí Cleo cho rằng "công thức chiến thắng" của EXO là sự kết hợp nước vào trong các vũ đạo của họ, ngoài ra "có một dòng nước từ trên cao rơi xuống khi nhóm trình diễn "White Noise" và "Lightsaber", trong đó một số thành viên bị ướt đẫm". Trang Yahoo đã viết rằng "trong một đoạn, các chàng trai đứng trên một sân khấu hình lục giác (mô phỏng theo logo của nhóm) được nâng cao lên và nhảy múa một cách gợi cảm trong khi nước đổ xuống từ trên cao".
Về phần thiết kế sân khấu, tờ Music Mind chỉ ra việc EXO sử dụng "không chỉ... đèn sân khấu và đèn chiếu sáng, mà còn [vô số] hiệu ứng đặc biệt như nước, lửa và pháo hoa, trong đó chưa kể các màn hình lớn được đặt ở cả sân khấu phụ và chạy dọc theo toàn bộ chu vi của địa điểm". Nhà báo Keb Cuevas của tờ Rappler đã mô tả "Sân khấu màn hình nhiều đèn LED được trang bị các họa tiết hình ba chiều của EXO và ánh sáng laser được biên đạo sẵn", ngoài ra "sân khấu thực sự bốc lửa khi các hiệu ứng pháo hoa được đốt cháy trên nền nhạc điện tử". Tổng quát về buổi hòa nhạc năm 2018 ở Singapore, tờ Bandwagon nhận xét rằng sau "với chuyến lưu diễn quảng bá thứ tư [trong] bốn năm... bạn có thể [cho rằng] danh sách bài hát và các sân khấu của họ sẽ bị lặp đi lặp lại và trở nên cũ rích. Nhưng [điều đó] hoàn toàn đã không xảy ra".

## Ảnh hưởng
Với việc phát hành album phòng thu đầu tay vào năm 2013, EXO trở thành nghệ sĩ Hàn Quốc đầu tiên bán ra hơn một triệu bản trong vòng 12 năm; nghệ sĩ gần nhất đạt được cột mốc trên là g.o.d vào năm 2001. Năm 2018, EXO trở thành "người bán được năm album triệu bản", đồng nghĩa với việc nhóm đã bán được hơn một triệu bản đối với mỗi album. Sau sự phát hành album phòng thu thứ năm Don't Mess Up My Tempo, EXO trở thành nghệ sĩ Hàn Quốc đầu tiên ra mắt trong thế kỉ 21 bán ra 10 triệu album tổng cộng.
EXO cũng có những đóng góp to lớn cho sự thành công thương mại của công ty chủ quản SM Entertainment. Trong quý tư của năm 2018, SM Entertainment ghi nhận lợi nhuận hàng quý lớn nhất đối với công ty giải trí Hàn Quốc từ trước đến nay ở mức 13,4 triệu đô la. Nghệ sĩ SM kiếm được doanh thu cao nhất là EXO, với mức 31% trong số tổng doanh thu quý tư 188 triệu đô la.
EXO được mô tả là "nhóm nhạc nam lớn nhất thế giới". Họ đã trở nên phổ biến rộng rãi ở Hàn Quốc và được "Forbes" nêu tên trong danh sách Korea Power Celebrity là những người nổi tiếng quyền lực nhất ở Hàn Quốc trong năm 2015 và 2016; nằm trong tốp năm vào các năm 2014, 2017 và 2018; cũng như tốp 10 trong năm 2019 Nhóm được gọi bằng những tên gọi vinh dự như "Ông hoàng K-Pop" bởi các phương tiện quốc tế như tạp chí Vogue, Metro, PageOne và các phương tiện truyền thông Hàn Quốc như OBS là ví dụ điển hình. Họ cũng được gọi là "lựa chọn quốc dân" và "lựa chọn toàn cầu" bởi các phương tiện truyền thông Hàn Quốc. EXO được xem là một lực lượng nổi bật trong Làn sóng Hallyu góp phần sự phát triển và lan rộng của văn hóa nhạc pop Hàn Quốc trên khắp thế giới. Khi thảo luận về tầm quan trọng của EXO trong bối cảnh toàn cầu, tạp chí Bustle mô tả họ là "nguồn kích thích K-pop lên đến tột độ", cho rằng "thật sự không có thứ gì mang lại cảm giác giống EXO". Nhóm đã nhận được sự chú ý hơn khi phát hành gần như tất cả các album phòng thu của mình bằng cả tiếng Hàn và tiếng Quan thoại. Trang Vulture cho EXO là "người đi đầu của một thế hệ K-pop" khi mô tả khả năng phát hành âm nhạc của nhóm tại thị trường Hàn Quốc và Trung Quốc nhưng lại tiếp tục gây ấn tượng tại Hoa Kỳ với các thành tích trên bảng xếp hạng Billboard và các chuyến lưu diễn tại các nhà thi đấu. Đề cập đến vấn đề này, tờ Dazed coi sự thành công của EXO là "nghệ sĩ nhạc pop nổi tiếng của châu lục". Năm 2016, AsiaOne cho rằng "EXO đang bành trướng sức mạnh của họ ra toàn cầu, không thể ngăn cản lại", trích dẫn sự phổ biến của họ ở Hoa Kỳ, những đánh giá tích cực và quy mô người hâm mộ trên toàn cầu của nhóm.
Tháng 4 năm 2018, Forbes mô tả EXO là một trong hai nghệ sĩ trên toàn thế giới có hiệu suất tăng đột biến trên các phương tiện truyền thông xã hội, cùng với nhóm nhạc nam K-pop BTS. Cả hai nhóm đều vượt qua các nghệ sĩ Mỹ như Beyonce, Justin Bieber và Taylor Swift. Các thống kê của Twitter từ Next Big Sound cho thấy với 24 triệu lượt nhắc đến trong một tuần, EXO ghi nhận đạt mức cao gấp 14.000 lần so với dự kiến. EXO cũng đứng vị trí thứ hai trên bảng xếp hạng cuối năm của 2018 Billboard Social 50.
Các tác phẩm của EXO đã ảnh hưởng đến nhiều nghệ sĩ, bao gồm Kim Dong-han, Wanna One, và Kang Daniel.

## Các hoạt động khác

### Quảng cáo
EXO duy trì phần lớn các hợp đồng quảng cáo xuyên suốt sự nghiệp của nhóm và nhiều lần được Viện nghiên cứu kinh doanh Hàn Quốc xướng tên là nghệ sĩ K-pop có danh hiệu quyền lực nhất. Kể từ năm 2012, EXO đã duy trì quan hệ đối tác với công ty đại chúng lớn nhất ở Hàn Quốc Samsung và tham gia các hoạt động quảng bá cho các sản phẩm điện tử của công ty. Đầu tháng 2 năm 2013, EXO bắt đầu quảng bá cho thương hiệu quần áo Hàn Quốc Kolon Sport, trong đó có việc quay quảng cáo cho một đôi giày thể thao mới được đặt tên theo sự hợp tác với nhóm: MOVE-XO. Cũng trong năm 2013, EXO bắt đầu một hợp đồng quảng bá hai năm với thương hiệu mỹ phẩm Nature Republic, sau đó hợp đồng được mở rộng và vẫn được duy trì đến ngày nay. Quan hệ đối tác của họ đã tăng lên trong năm 2015 và 2016 bao gồm những sự kiện ký tặng, lần lượt tăng lên 30.000 và 50.000 người hâm mộ ở từng năm. Sự kiện ký tặng năm 2015 được tổ chức ở Busan, với lượng người tham gia đông đến mức sở cảnh sát thành phố đã tweet: "Hiện đang quay trực tiếp tại buổi ký tặng người hâm mộ của EXO ở Gwangbukdong. Một, hai, ba! Chúng ta là một! Cảnh sát Busan! Mọi người xin hãy giữ trật tự chung". Các sự kiện này được tiếp nối với Green Nature EXO Fan Festival vào năm 2017 và 2018; cả hai đều là những sự kiện theo phong cách hòa nhạc được tổ chức bởi Nature Republic với hàng ngàn người tham dự.
Cuối năm 2015, EXO chính thức quảng bá cho Star Wars: The Force Awakens, với việc phát hành một bộ phim hợp tác có nội dung theo tạp chí Billboard rằng "chín thành viên EXO trong một thế giới lấy cảm hứng từ phim "Chiến tranh giữa các vì sao" có các câu lạc bộ "Jedi Only" và họ mang theo những thanh kiếm ánh sáng". Năm 2016, nhóm trở thành đại sứ cho công ty giày dép Mỹ Skechers, quảng bá sản phẩm D'Lites 2 Sweet Monster Collection. Quan hệ hợp tác này còn được mở rộng thành các sự kiện của Skechers như Cuộc thi nhảy K-Pop Sweet Monster 2017, có sự tham dự của hai thành viên EXO là Chanyeol và Sehun. Cũng trong năm 2016, nhóm trở thành gương mặt chính thức cho bộ sưu tập xuân của thương hiệu quần áo quốc tế SPAO, trong đó bao gồm các bưu thiếp phiên bản giới hạn và áp phích cho khách hàng.
Năm 2018, nhờ màn trình diễn của EXO tại Lễ bế mạc cho Thế vận hội mùa đông 2018, nhóm trở thành gương mặt thương hiệu của công ty các môn thể thao về tuyết Kessler có trụ sở tại Thụy Sĩ. Tháng 3 năm 2018, EXO được công bố là đại sứ thương hiệu mới cho Major League Baseball (MLB) ở châu Á. Sau thông báo này, Chanyeol, Kai và Sehun tham dự lễ khai trương cửa hàng MLB tại Quảng trường Thời đại ở Hồng Kông vào ngày 23 tháng 3. Tháng 7 năm 2018, EXO được bổ nhiệm làm Đại sứ Du lịch Hàn Quốc năm 2018 bởi Tổng cục du lịch Hàn Quốc và xuất hiện trong một loạt các quảng cáo mang tính quảng bá được thiết kế nhằm "quảng bá Hàn Quốc ra thế giới". EXO cũng duy trì quan hệ đối tác hoặc từng quảng bá trước đó cho các công ty bao gồm Coca-Cola, SK Telecom, KFC, MCM, Lotte Confectionery, Lotte World, Goobne Chicken và Hats On.

### Hoạt động từ thiện
Các thành viên của EXO-K trở thành đại sứ thiện chí cho Hội chữ thập đỏ Hàn Quốc vào tháng 12 năm 2012. Các thành viên của EXO đã được bổ nhiệm làm đại sứ chính thức cho Fashion-KODE 2014, tổ chức bởi Bộ Văn hóa, Thể thao và Du lịch Hàn Quốc và Korea Active Content Agency Fashion Festival vào tháng 7 năm 2014. Trong cùng tháng, Samsung công bố EXO là đại sứ thương hiệu của mình cho Thế vận hội Trẻ Mùa hè 2014.
Kể từ khi ra mắt, Các thành viên EXO đã tham gia vào các hoạt động từ thiện như tình nguyện và quyên góp cá nhân cho các tổ chức bao gồm các trung tâm chăm sóc trẻ em, Tổ chức Bệnh bạch cầu ở trẻ em Hàn Quốc, Trung tâm phát triển tài nguyên phụ nữ Siheung và các dịch vụ y tế của Hồ Nam, Trung Quốc.
Năm 2015, EXObắt đầu tham gia vào dự án Smile For U, là một dự án chung của SM Entertainment và UNICEF nhằm hỗ trợ giáo dục âm nhạc cho trẻ em ở châu Á. Một phần của số tiền thu được từ việc phát hành album mùa đông đặc biệt thứ hai của nhóm Sing for You và nhiều album tiếp theo đã được quyên góp cho chiến dịch.

## Thành viên
- Chú thích: In đậm là trưởng nhóm

| Nghệ danh                 | Nghệ danh | Nghệ danh  | Tên khai sinh  | Tên khai sinh | Tên khai sinh      | Tên khai sinh | Tên khai sinh    | Ngày sinh         | Nơi sinh                                          | Quốc tịch  |
| Latinh                    | Hangul    | Kana       | Latinh         | Hangul        | Kana               | Hanja         | Hán-Việt         | Ngày sinh         | Nơi sinh                                          | Quốc tịch  |
| Thành viên hiện tại       |           |            |                |               |                    |               |                  |                   |                                                   |            |
| Xiumin                    | 시우민    | シウミン   | Kim Min-seok   | 김민석        | キム・ミンソク     | 金珉錫        | Kim Mân Thạc     | 26 tháng 3, 1990  | Guri-si, Gyeonggi-do, Hàn Quốc                    | Hàn Quốc   |
| Suho                      | 수호      | スホ       | Kim Jun-myeon  | 김준면        | キム・ジュンミョン | 金俊勉        | Kim Tuấn Miên    | 22 tháng 5, 1991  | Yeouido-dong, Yeongdeungpo-gu, Seoul, Hàn Quốc    | Hàn Quốc   |
| Baekhyun                  | 백현      | ベクヒョン | Byun Baek-hyun | 변백현        | ビョン・ベクヒョン | 邊伯賢        | Biên Bá Hiền     | 6 tháng 5, 1992   | Bucheon-si, Gyeonggi-do, Jung-dong, Hàn Quốc      | Hàn Quốc   |
| Chen                      | 첸        | チェン     | Kim Jong-dae   | 김종대        | キム・ジョンデ     | 金鐘大        | Kim Chung Đại    | 21 tháng 9, 1992  | Jeongwang-dong, Siheung-si, Gyeonggi-do, Hàn Quốc | Hàn Quốc   |
| Chanyeol                  | 찬열      | チャンヨル | Park Chan-yeol | 박찬열        | パク・チャンヨル   | 朴燦烈        | Phác Xán Liệt    | 27 tháng 11, 1992 | Yeokchon-dong, Eunpyeong-gu, Seoul, Hàn Quốc      | Hàn Quốc   |
| D.O.                      | 디오      | ディオ     | Doh Kyung-soo  | 도경수        | ド・ギョンス       | 都敬秀        | Đỗ Khánh Tú      | 12 tháng 1, 1993  | Nonhyeon-dong, Gangnam-gu, Seoul, Hàn Quốc        | Hàn Quốc   |
| Kai                       | 카이      | カイ       | Kim Jong-in    | 김종인        | キム・ジョンイン   | 金鐘仁        | Kim Chung Nhân   | 14 tháng 1, 1994  | Jeojeon-dong, Suncheon-si, Jeollanam-do, Hàn Quốc | Hàn Quốc   |
| Sehun                     | 세훈      | セフン     | Oh Se-hun      | 오세훈        | オ・セフン         | 吳世勳        | Ngô Thế Huân     | 12 tháng 4, 1994  | Mangu-dong, Jungnang-gu, Seoul, Hàn Quốc          | Hàn Quốc   |
| Thành viên dừng hoạt động |           |            |                |               |                    |               |                  |                   |                                                   |            |
| Lay                       | 레이      | レイ       | Zhang Yixing   | 장이씽        | チャン・イーシン   | 張艺興        | Trương Nghệ Hưng | 7 tháng 10, 1991  | Trường Sa, Hồ Nam, Trung Quốc                     | Trung Quốc |
| Cựu thành viên            |           |            |                |               |                    |               |                  |                   |                                                   |            |
| Luhan                     | 루한      | ルハン     | Lu Han         | 루한          | ルー・ハン         | 鹿晗          | Lộc Hàm          | 20 tháng 4, 1990  | Bắc Kinh, Trung Quốc                              | Trung Quốc |
| Kris                      | 크리스    | クリス     | Wu Yifan       | 우이판        | ウー・イーファン   | 吴亦凡        | Ngô Diệc Phàm    | 6 tháng 11, 1990  | Quảng Châu, Chiết Giang, Trung Quốc               | Canada     |
| Tao                       | 타오      | タオ       | Huang Zitao    | 황쯔타오      | ファン・ズータオ   | 黄子韜        | Hoàng Tử Thao    | 2 tháng 5, 1993   | Thanh Đảo, Sơn Đông, Trung Quốc                   | Trung Quốc |

## Danh sách đĩa nhạc
| Tiếng Hàn và tiếng Quan Thoại - XOXO (2013) - Exodus (2015) - Ex'Act (2016) - The War (2017) - Don't Mess Up My Tempo (2018) - Obsession (2019) - Exist (2023) | Tiếng Nhật - Countdown (2018) |

## Danh sách phim
| Chương trình truyền hình trực tiếp - 2013: EXO's Showtime - 2014: XOXO EXO - 2014: EXO 90:2014 - 2015: SurpLines EXO - 2015: EXO Channel - 2016: EXOMENTARY LIVE - 2017: EXO TOURGRAM - 2018: Travel the World on EXO's Ladder Season 1 - 2018: The 12th MUGI-BOX - 2018: EXO Arcade - 2019: Travel the World on EXO's Ladder Season 2 - 2019: Hearts For You - 2021: EXO Arcade 2 Drama - 2015: EXO Next Door | DVD - 2014: EXO's First Box - 2014: EXO DIE JUNGS - 2015: EXO from EXOPLANET #1 – The Lost Planet in Japan - 2015: EXO from EXOPLANET #1 – The Lost Planet in Seoul - 2015: EXO's Second Box - 2016: EXO from EXOPLANET #2 – The EXO'luXion in Japan - 2016: EXO from EXOPLANET #2 – The EXO'luXion in Seoul - 2017: EXO from EXOPLANET #3 – The EXO'rdium in Japan - 2017: EXO from EXOPLANET #3 – The EXO'rdium in Seoul - 2017: From Happiness - 2018: EXO PLANET #4 – The EℓyXiOn – in Japan - 2018: EXO PLANET #4 – The EℓyXiOn – in Seoul - 2019: EXO PLANET #5 – The EXplOration – in Japan - 2021: EXO FILMLIVE JAPAN TOUR - EXO PLANET 2021 V LIVE - 2019: EXO PLANET #5 – The EXplOration – in Seoul on 29th-31th December |

## Danh sách nhạc phim
| NĂM PHÁT HÀNH | BÀI HÁT                                           | PHIM                                                          | THÀNH VIÊN THỂ HIỆN              |
| ------------- | ------------------------------------------------- | ------------------------------------------------------------- | -------------------------------- |
| 2014          | Scream/ Crying Out                                | Cart                                                          | D.O.                             |
| 2014          | Best Luck                                         | Chỉ có thể là yêu (It's Okay, That's Love                     | Chen                             |
| 2015          | Beautiful                                         | EXO Next Door                                                 | Baekhyun                         |
| 2015          | You Are The One                                   | Falling for challenge                                         | Xiumin                           |
| 2015          | One Person                                        | Ex-Files 2                                                    | Lay                              |
| 2016          | Youth Happiness                                   | Oh My God                                                     | Lay                              |
| 2016          | Everytime                                         | Hậu duệ Mặt Trời (Descendants of the Sun)                     | Chen, Punch                      |
| 2016          | I Hate You                                        | So I Married An Anti-fan                                      | Chanyeol, Viên San San           |
| 2016          | For You                                           | Người tình ánh trăng - Bộ bộ kinh tâm: Lệ                     | Exo-CBX (Xiumin, Baekhyun, Chen) |
| 2016          | Don't Worry                                       | Anh tôi vô số tội (My Annoying Brother)                       | D.O., Jo Jung-suk                |
| 2016          | Stay With Me                                      | Yêu tinh (Goblin)                                             | Chanyeol, Punch                  |
| 2017          | I'm Not Okay                                      | 9 người mất tích (Missing Nine)                               | Chen                             |
| 2017          | Wish                                              | Cầu Hôn Đại Tác Chiến (Operation Love)                        | Lay                              |
| 2017          | Starlight                                         | Star Of The Universe                                          | Suho, REMI                       |
| 2017          | Beautiful Accident                                | Beautiful Accident                                            | Suho, Chen                       |
| 2017          | It's Running Time!                                | Running Man (phim hoạt hình)                                  | Exo-CBX (Xiumin, Baekhyun, Chen) |
| 2018          | Someone Like You                                  | Live                                                          | Exo-CBX (Xiumin, Baekhyun, Chen) |
| 2018          | Cry                                               | Final Life: Even if You Disappear Tomorrow                    | Exo-CBX (Xiumin, Baekhyun, Chen) |
| 2018          | Lovin' You Mo                                     | Spring Has Come                                               | EXO                              |
| 2018          | Cherry Blossom Love Song                          | Lang quân 100 ngày (100 days my Prince)                       | Chen                             |
| 2019          | Make It Count                                     | Chạm vào tim em (Touch Your Heart)                            | Chen                             |
| 2019          | Rainfall                                          | Phụ Tá (Chief Of Staff)                                       | Chen                             |
| 2019          | Be My Love                                        | Love Playlist 4                                               | Exo-CBX (Xiumin, Baekhyun, Chen) |
| 2019          | Beautiful                                         | Sim For You/Heart 4 U                                         | Chen                             |
| 2020          | My Love                                           | Người thầy y đức 2 (Romantic Doctor 2)                        | Baeyun                           |
| 2020          | Go Away Go Away                                   | Người thầy y đức 2 (Romantic Doctor 2)                        | Chanyeol, Punch                  |
| 2020          | SEDANSOGU                                         | How Are U Bread                                               | Suho                             |
| 2020          | 너에게 가는 이 길 의에서 (너.이.길)/ On The Road  | Linh Cẩu (Hyena)                                              | Baekhyun                         |
| 2020          | Every Second                                      | Ký sự thanh xuân (Record of Youth)                            | Baekhyun                         |
| 2020          | Your Moonlight                                    | Anh có thích Brahms? (Do You Like Brahms)                     | Chen                             |
| 2020          | Happy                                             | Anh có thích Brahms? (Do You Like Brahms)                     | Baekhyun                         |
| 2020          | minimal warm                                      | She Is My Type (webtoon)                                      | Chanyeol                         |
| 2021          | To My One and Only You                            | Chàng hậu (Mr. Queen)                                         | Xiumin                           |
| 2021          | Break Your Box                                    | Hoàng tử hát rong (The Box)                                   | Chanyeol                         |
| 2021          | Raining                                           | Hoàng tử hát rong (The Box)                                   | Chanyeol                         |
| 2021          | Everyday With You                                 | Hoàng tử hát rong (The Box)                                   | Chanyeol                         |
| 2021          | My Funny Valentine (bản gốc: Frank Sinatra)       | Hoàng tử hát rong (The Box)                                   | Chanyeol                         |
| 2021          | A Sky Full of Stars (bản gốc: Coldplay)           | Hoàng tử hát rong (The Box)                                   | Chanyeol                         |
| 2021          | Bad Guy (bản gốc: Billie Eilish)                  | Hoàng tử hát rong (The Box)                                   | Chanyeol                         |
| 2021          | Without You (bản gốc: Mariah Carey)               | Hoàng tử hát rong (The Box)                                   | Chanyeol                         |
| 2021          | Happy (bản gốc: Pharrell Williams)                | Hoàng tử hát rong (The Box)                                   | Chanyeol, Aancod                 |
| 2021          | What a Wonderful World (bản gốc: Louis Armstrong) | Hoàng tử hát rong (The Box)                                   | Chanyeol, Kim Ji-hyun            |
| 2021          | U                                                 | Một ngày nọ kẻ hủy diệt gõ cửa nhà tôi (Doom at Your Service) | Baekhyun                         |
| 2021          | Is It Me?                                         | Bầu trời rực đỏ (Lovers of the Red Sky)                       | Baekhyun                         |
| 2022          | An Unfamiliar Day                                 | Bác sĩ luật sư (Doctor Lawyer)                                | Chen                             |
| 2022          | Bite                                              | Công tố viên lách luật (Bad Prosecutor)                       | D.O.                             |
| 2022          | Call me a freak                                   | Công tố viên lách luật (Bad Prosecutor)                       | Suho                             |
| 2022          | Heaven For You                                    | Những người ứng cứu đầu tiên (The First Responders)           | Chen                             |
| 2023          | Daisy                                             | CEO-dol Mart                                                  | Xiumin                           |
| 2024          | The Way to Love Myself                            | Nốt trầm đời bác sĩ (Doctor Slump)                            | Chen                             |
| 2024          | Don't Remember                                    | Tình yêu trở về mái ấm (Romance in the Hous)                  | Chen                             |
| 2025          | The Words You Didn't Say                          | Tình yêu không thể nói thành/ MUMU: Silent Love               | Lay                              |
| 2025          | Forever                                           | Chuyện đời bác sĩ nội trú (Resident Playbook)                 | D.O.                             |

## Chuyến lưu diễn
| Độc lập - EXO from EXO Planet #1 - The Lost Planet (2014) - EXO Planet #2 - The EXO'luXion (2015-2016) - EXO Planet #3 - The EXO'rDIUM (2016-2017) - EXO Planet #4 - The EℓyXiOn (2017-2018) - EXO Planet #5 – The EXplOration (2019) Đặc biệt - SM Town Week: Christmas Wonderland (hợp tác với f(x)) (2013) | Chung - SM Town Live World Tour III (2012–2013) - SM Town Live World Tour 4\|SM Town Live World Tour IV (2014–2015) - SM Town Live World Tour V (2016) - SM Town Live World Tour VI (2017–2018) Khách mời - Super Junior – Super Show 4 (EXO-M) (2012) |

## Giải thưởng và đề cử

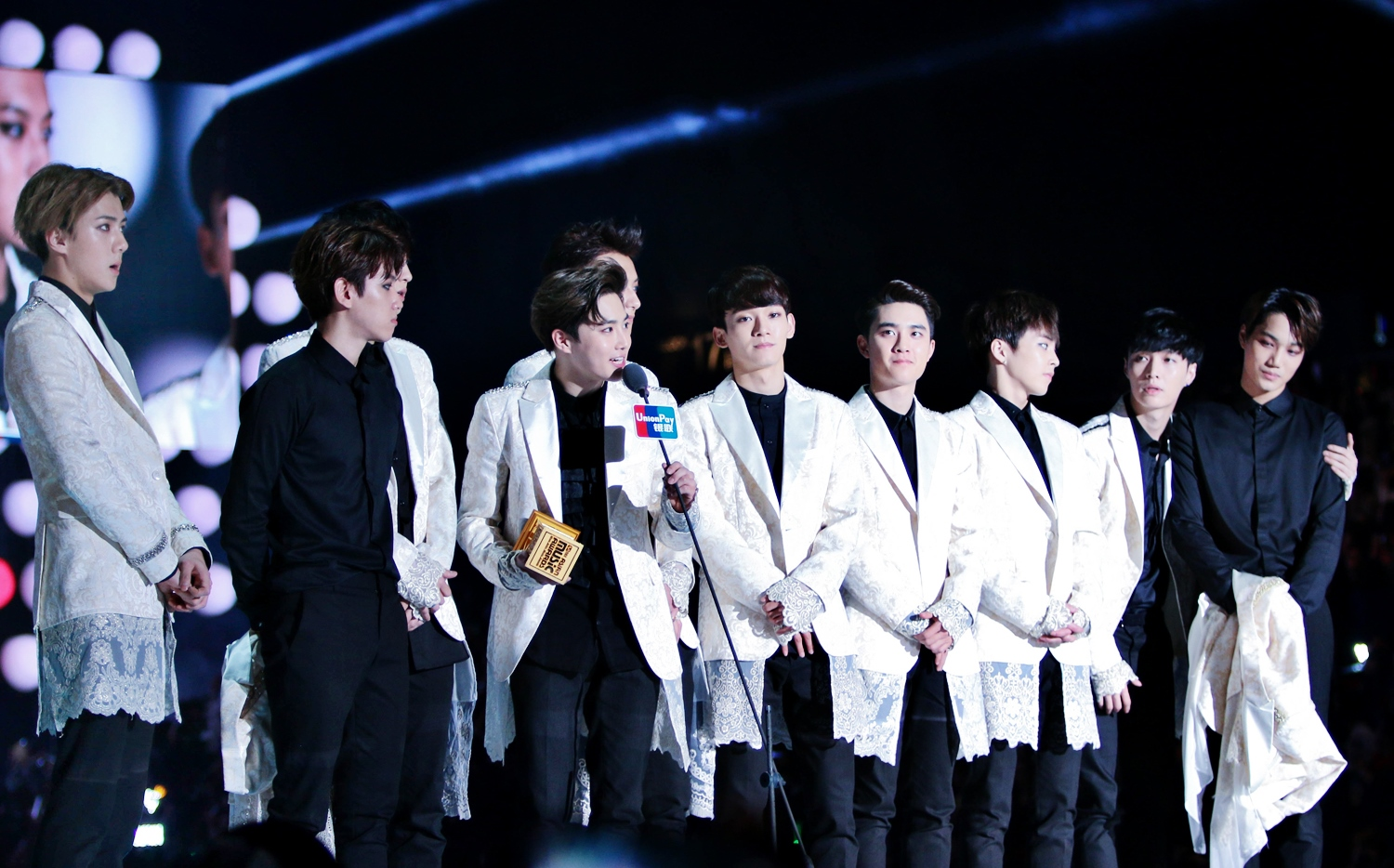
EXO tại Mnet Asian Music Awards lần thứ 16 vào tháng 10 năm 2014.

EXO đã thắng nhiều giải thưởng lớn ở Hàn Quốc và quốc tế. Ngày 14 tháng 6 năm 2013, nhóm giành chiến thắng đầu tiên trong chương trình âm nhạc, với đĩa đơn "Wolf" trên chương trình Music Bank của Hàn Quốc. Chương trình âm nhạc là các chương trình hàng tuần ở Hàn Quốc và Trung Quốc trao giải thưởng cho bài hát phổ biến nhất trong nước dựa trên thứ hạng trên bảng xếp hạng kỹ thuật số, doanh số album và độ phổ biến trên các phương tiện truyền thông. EXO giữ kỷ lục có đĩa đơn với nhiều chiến thắng trên chương trình âm nhạc nhất, với 18 lần chiến thắng của "Call Me Baby" phát hành vào năm 2015. EXO đã giành được hơn 100 giải thưởng chương trình âm nhạc, trở thành nghệ sĩ thứ hai đạt được cột mốc này sau các đồng nghiệp cùng công ty Girls' Generation.
EXO cũng đã nhận được 23 giải thưởng Daesang từ các chương trình giải thưởng cuối năm khác nhau. Trong nền công nghiệp Hàn Quốc, giải thưởng Daesang là "giải thưởng lớn" của các lễ trao giải. Những giải thưởng của nhóm bao gồm sáu giải Daesang từ lễ trao giải Mnet Asian Music Awards, nhóm đã được Sách Kỷ lục Guinness ghi nhận kỷ lục chiến thắng "nhiều Daesang" (giải thưởng lớn) nhất tại Mnet Asian Music Awards.
Ngày 3 tháng 11 năm 2017, EXO nhận được Bằng khen của Thủ tướng tại Korean Popular Culture and Arts Awards, là bằng khen vinh dự được trao cho các cá nhân và tập thể nhận được sự công nhận trong dịch vụ công cộng và/hoặc xuất sắc trong một lĩnh vực nhất định. Khi nhận giải thưởng, Suho đã phát biểu: "Chúng tôi đã nhận được một giải thưởng lớn này cùng với nhiều người tài giỏi khác...Thật là một vinh dự to lớn. Chúng tôi sẽ không chỉ quảng bá cho K-pop, mà cho cả đất nước Hàn Quốc".